# Briggharuhällarna
Briggharuhällarna är en ö i Finland.   Den ligger i kommunen Raseborg i den ekonomiska regionen  Raseborg  och landskapet Nyland, i den södra delen av landet, 70 km sydväst om huvudstaden Helsingfors.